# 146 هـ
146 هـ هي سنة في التقويم الهجري امتدت مقابلةً في التقويم الميلادي بين سنتي 763 و764.

## وفيات
- علي العابد
- إسماعيل بن أبي خالد
- هشام بن حسان
- يحيى بن سعيد الأنصاري
- هشام بن عروة